# Admiral Sportswear
Admiral Sportswear er et internationalt fodbold- og cricketbrand, der er et privatejet firma. Det blev oprettet i Leicester i 1914. 
Admiral Sportswear sponserede Englands cricketlandshold og Leeds United til 2008.

## Tøjleverandører

### Cricket

#### Landshold
- Vestindien

### Fodbold

#### Landshold
- Gibraltar
- Guyana[1]
- Turks- og Caicosøerne[2]
- Sint Maarten[2]
- Aruba[2]
- Amerikanske Jomfruøer[2]
- Grenada[2]
- Antigua og Barbuda[2]
- Britiske Jomfruøer[2]
- Barbados[2]
- Montserrat[2]

#### Klubber
- Club Bolívar
- AFC Wimbledon[3]
- Hereford United
- Tamworth F.C.
- PBDKT T-Team FC
- Puerto Rico Islanders
- Austin Aztex
- Charlotte Eagles
- AFC Cleveland
- Tampa Bay Rowdies
- Los Angeles Vikings
- Miami United FC
- Minnesota Stars FC
- Rochester Rhinos
- Galveston Pirate SC
- FC Chavdar Etropole

#### Strandfodbold
- Florida

#### Indendørs fodbold
- Professional Arena Soccer League
  -  Anaheim Bolts
  -  Illinois Piasa